# یواس‌ان‌اس میلفورد (تی-ای‌جی-۱۸۷)
یواس‌ان‌اس میلفورد (تی-ای‌جی-۱۸۷) (به انگلیسی: USNS Milford (T-AG-187)) یک کشتی بود که طول آن ۴۵۵ فوت (۱۳۹ متر) بود. این کشتی در سال ۱۹۴۵ ساخته شد.